# Francesco Passaro
Francesco Passaro (* 7. Januar 2001 in Perugia) ist ein italienischer Tennisspieler.

## Karriere
Passaro begann mit 6 Jahren Tennis zu spielen. Er erreichte auf der ITF Junior Tour im Mai 2019 mit Rang 31 seine beste Platzierung dort. Bei den Ausgaben der Junior-Grand-Slam-Turniere hatte er keine Erfolge. Seinen größten Titel feierte er im Doppel mit dem Turniersieg in Vrsar.
Ersten Erfolg bei den Profis hatte Passaro mit einem Finaleinzug im Juli 2019 auf der drittklassigen ITF Future Tour. Anfang 2021 gewann er im Einzel und Doppel jeweils seinen ersten Titel. Im Mai erreichte er mit Flavio Cobolli im Doppel von Biella das erste Halbfinale auf der höher dotierten ATP Challenger Tour. In der Folgewoche bekam er von den Turnierverantwortlichen des ATP-Turniers in Parma eine Wildcard für das Doppelfeld. Bei seinem Debüt auf der ATP Tour verlor er mit Stefano Travaglia gegen Sander Gillé und Joran Vliegen in zwei Sätzen. In der Tennisweltrangliste ist er jeweils in den Top 800 platziert.

## Erfolge
| Legende (Anzahl der Siege) |
| Grand Slam                 |
| ATP Finals                 |
| ATP Tour Masters 1000      |
| ATP Tour 500               |
| ATP Tour 250               |
| ATP Challenger Tour (3)    |

### Einzel

#### Turniersiege
| Nr. | Datum             | Turnier | Belag | Finalgegner     | Ergebnis      |
| --- | ----------------- | ------- | ----- | --------------- | ------------- |
| 1.  | 24. Juli 2022     | Triest  | Sand  | Zhang Zhizhen   | 4:6, 6:3, 6:3 |
| 2.  | 19. Mai 2024      | Turin   | Sand  | Lorenzo Musetti | 6:3, 7:5      |
| 3.  | 9. September 2024 | Genua   | Sand  | Jaume Munar     | 7:5, 6:3      |